# Meridià 22 a l'est
El meridià 22° a l'est de Greenwich és una línia de longitud que s'estén des del pol Nord a través de l'oceà Àrtic, l'oceà Atlàntic, Europa, l'Àfrica, l'Oceà Índic, Oceà Antàrtic i Antàrtida al pol Sud.
El meridià 20 a l'est forma un cercle màxim amb el meridià 158 a l'oest.
Part de la frontera entre Angola i Zàmbia està definida pel meridià. Com tot els altres meridians, la seva longitud correspon a una semicircumferència terrestre, són 20.003,932 km. Al nivell de l'equador, la seva distància del meridià de Greenwich és de 2.449 km

## De Pol a Pol
Des del pol Nord i dirigint-se cap al sud fins al pol Sud, el meridià 22 a l'Est passa per:
| Coordenades                             | País, territori o mar    | Notes                                                                |
| --------------------------------------- | ------------------------ | -------------------------------------------------------------------- |
| 90° 0′ N, 22° 0′ E / 90.000°N,22.000°E  | Oceà Àrtic               |                                                                      |
| 80° 8′ N, 22° 0′ E / 80.133°N,22.000°E  | Noruega                  | Illa de Nordaustlandet, Svalbard                                     |
| 79° 22′ N, 22° 0′ E / 79.367°N,22.000°E | Mar de Barents           |                                                                      |
| 78° 33′ N, 22° 0′ E / 78.550°N,22.000°E | Noruega                  | Illes de Barentsøya i Edgeøya, Svalbard                              |
| 77° 31′ N, 22° 0′ E / 77.517°N,22.000°E | Mar de Barents           |                                                                      |
| 72° 55′ N, 22° 0′ E / 72.917°N,22.000°E | Oceà Atlàntic            | Mar de Noruega                                                       |
| 70° 39′ N, 22° 0′ E / 70.650°N,22.000°E | Noruega                  | Illa de Sørøya                                                       |
| 70° 35′ N, 22° 0′ E / 70.583°N,22.000°E | Oceà Atlàntic            | Mar de Noruega                                                       |
| 70° 19′ N, 22° 0′ E / 70.317°N,22.000°E | Noruega                  |                                                                      |
| 69° 3′ N, 22° 0′ E / 69.050°N,22.000°E  | Finlàndia                |                                                                      |
| 68° 32′ N, 22° 0′ E / 68.533°N,22.000°E | Suècia                   |                                                                      |
| 65° 22′ N, 22° 0′ E / 65.367°N,22.000°E | Mar Bàltic               | Golf de Bòtnia                                                       |
| 63° 23′ N, 22° 0′ E / 63.383°N,22.000°E | Finlàndia                | Continent i algunes illes, incloses les illes Luonnonmaa i Lillandet |
| 60° 7′ N, 22° 0′ E / 60.117°N,22.000°E  | Mar Bàltic               | Passa just a l'est de l'illa de Hiiumaa, Estònia                     |
| 58° 31′ N, 22° 0′ E / 58.517°N,22.000°E | Estònia                  | Illa de Saaremaa                                                     |
| 58° 14′ N, 22° 0′ E / 58.233°N,22.000°E | Mar Bàltic               |                                                                      |
| 57° 59′ N, 22° 0′ E / 57.983°N,22.000°E | Estònia                  | Illa de Saaremaa                                                     |
| 57° 57′ N, 22° 0′ E / 57.950°N,22.000°E | Mar Bàltic               |                                                                      |
| 57° 36′ N, 22° 0′ E / 57.600°N,22.000°E | Letònia                  |                                                                      |
| 56° 25′ N, 22° 0′ E / 56.417°N,22.000°E | Lituània                 |                                                                      |
| 55° 5′ N, 22° 0′ E / 55.083°N,22.000°E  | Rússia                   | Óblast de Kaliningrad (exclavament)                                  |
| 54° 20′ N, 22° 0′ E / 54.333°N,22.000°E | Polònia                  |                                                                      |
| 49° 18′ N, 22° 0′ E / 49.300°N,22.000°E | Eslovàquia               |                                                                      |
| 48° 23′ N, 22° 0′ E / 48.383°N,22.000°E | Hongria                  |                                                                      |
| 47° 23′ N, 22° 0′ E / 47.383°N,22.000°E | Romania                  |                                                                      |
| 44° 38′ N, 22° 0′ E / 44.633°N,22.000°E | Sèrbia                   | passa just a l'est de Leskovac                                       |
| 42° 20′ N, 22° 0′ E / 42.333°N,22.000°E | Macedònia del Nord       |                                                                      |
| 41° 8′ N, 22° 0′ E / 41.133°N,22.000°E  | Grècia                   |                                                                      |
| 38° 23′ N, 22° 0′ E / 38.383°N,22.000°E | Golf de Corint           |                                                                      |
| 38° 19′ N, 22° 0′ E / 38.317°N,22.000°E | Grècia                   | Peloponès                                                            |
| 37° 1′ N, 22° 0′ E / 37.017°N,22.000°E  | Mar Mediterrani          |                                                                      |
| 32° 54′ N, 22° 0′ E / 32.900°N,22.000°E | Líbia                    |                                                                      |
| 20° 32′ N, 22° 0′ E / 20.533°N,22.000°E | Txad                     |                                                                      |
| 13° 6′ N, 22° 0′ E / 13.100°N,22.000°E  | Sudan                    |                                                                      |
| 12° 38′ N, 22° 0′ E / 12.633°N,22.000°E | Txad                     |                                                                      |
| 10° 52′ N, 22° 0′ E / 10.867°N,22.000°E | República Centreafricana |                                                                      |
| 4° 14′ N, 22° 0′ E / 4.233°N,22.000°E   | R.D. del Congo           |                                                                      |
| 9° 45′ S, 22° 0′ E / 9.750°S,22.000°E   | Angola                   |                                                                      |
| 13° 0′ S, 22° 0′ E / 13.000°S,22.000°E  | Frontera Angola / Zàmbia |                                                                      |
| 16° 12′ S, 22° 0′ E / 16.200°S,22.000°E | Angola                   |                                                                      |
| 17° 55′ S, 22° 0′ E / 17.917°S,22.000°E | Namíbia                  | Caprivi Oriental                                                     |
| 18° 13′ S, 22° 0′ E / 18.217°S,22.000°E | Botswana                 |                                                                      |
| 26° 39′ S, 22° 0′ E / 26.650°S,22.000°E | Sud-àfrica               | Cap Septentrional Cap Occidental                                     |
| 34° 13′ S, 22° 0′ E / 34.217°S,22.000°E | Oceà Índic               |                                                                      |
| 60° 0′ S, 22° 0′ E / 60.000°S,22.000°E  | Oceà Antàrtic            |                                                                      |
| 70° 9′ S, 22° 0′ E / 70.150°S,22.000°E  | Antàrtida                | Terra de la Reina Maud, reclamada per Noruega                        |